# 哀愁 -愛の追想-
宝塚・グランドロマン『哀愁 -愛の追想-』（あいしゅう あいのついそう）は、宝塚歌劇団のミュージカル作品。宝塚公演は24場。
月組公演。併演作品は『百花扇 -夏の抒情詩-』。

## 概要
※『宝塚歌劇100年史（舞台編）』の宝塚大劇場公演を参考にした。
第一次世界大戦中のロンドンを舞台に、イギリスの貴族将校とバレリーナとの悲恋を描いた作品。原作はロバート・E・シャーウッドの戯曲で、MGMにより映画化もされた（『哀愁』、1940年）。
1970年に帝国劇場で上演された菊田一夫の脚本を元に潤色されている。

## あらすじ
※『宝塚歌劇100年史（舞台編）』の宝塚大劇場公演を参考にした。
陸軍将校のロイは空襲警報で非難したウォータールー橋の下で、バレエ団の踊り子のマイラと出会い、2人は恋に落ちるが、ロイは突然戦線に旅立ち、その後戦死したとの知らせが届く。

## 公演期間と公演場所
- 1986年5月16日 - 6月24日（新人公演：5月30日） 宝塚大劇場
- 1986年8月3日 - 8月31日（新人公演：8月15日） 東京宝塚劇場

## スタッフ
※氏名の後ろに「宝塚」、「東京」の文字がなければ両公演共通
- 原作：ロバート・E・シャーウッド
- 脚本：菊田一夫
- 潤色・演出：酒井澄夫
- 作曲・編曲：寺田瀧雄、中元清純
- 編曲：小高根凡平
- 音楽指揮：橋本和明（宝塚）、北沢達雄（東京）
- 振付：鈴木武、岡正躬、県洋二
- 装置：石濱日出雄、関谷敏昭
- 衣装：静間潮太郎
- 照明：今井直次
- 小道具：万波一重
- 効果：中屋民生
- 音響監督：松永浩志
- 演出助手：中村暁、石田昌也
- 舞台進行：渡辺勝彦
- 製作担当：長谷山太刀夫（東京）
- 制作：山田謙治

## 主な配役
※氏名の後ろに「宝塚」、「東京」の文字がなければ両公演共通
本公演
- ロイ・クローニン - 剣幸
- マイラ・レスター - こだま愛
- クローニン公爵 - 麻月鞠緒
- マーガレット・クローニン - 京三紗
- ジョン・ヘイズ大佐 - 桐さと実
- キティ - 春風ひとみ
- オルガ・キローワ女史 - 未沙のえる
- バレエの男S - 郷真由加
- ラテンの娘S - 涼風真世
- グレイス - ?（宝塚）、朝凪鈴（東京）
- ナンシー - ?（宝塚）、淀都（東京）
- モーリン - ?（宝塚）、春うらら（東京）

新人公演
- ロイ・クローニン - 涼風真世
- マイラ・レスター - 檀ひとみ
- キティ - 朝凪鈴
- ジョン・ヘイズ大佐 - 若央りさ
- マダム・オルガ - 果林いずみ
- マーガレット - 淀都
- クローニン公爵 - 波音みちる
- ガートルード - 北條つぐみ
- バレエの男S - 麻路さき（宝塚）、旭麻里（東京）
- バレエの女S - 舞希彩
- ラテンの女S - 羽根知里

## 主な楽曲
- 風よ風よ
- 幸せを呼ぶ歌(作詞：酒井澄夫/作曲：寺田瀧雄)

関連項目
- '86 宝塚歌劇全主題歌集(LP/TMP-1120)
- 宝塚のあゆみ '82～'86テーマ曲集(CD/TMPC-8B)